# Eurina minuta
Eurina minuta är en tvåvingeart som först beskrevs av Friedrich Hermann Loew 1860.  Eurina minuta ingår i släktet Eurina och familjen fritflugor. Inga underarter finns listade i Catalogue of Life.